# グヤトーン

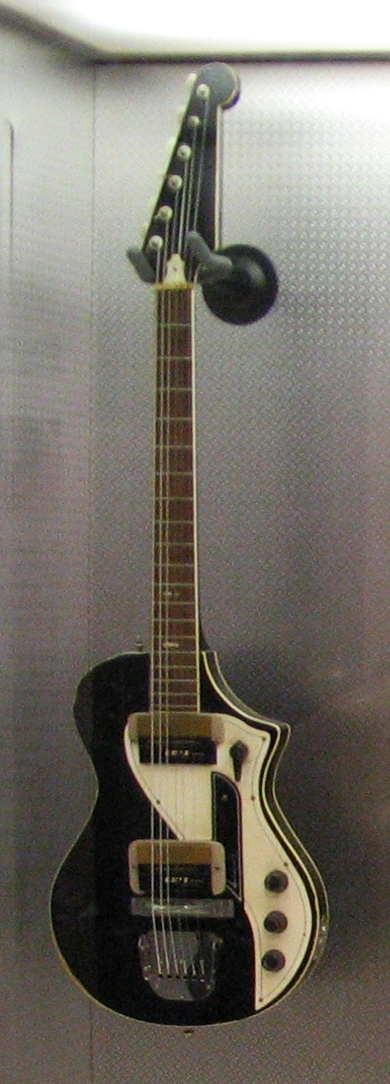
Guyatone LG-60B（1959年）。

グヤトーン（英語: Guyatone）は、かつて東京サウンド株式会社が製造した電気・電子楽器、音楽関係機器のブランドである。

## 略歴・概要
創業者の松木三男（1915年 - 1992年）は、第二次世界大戦前の1934年（昭和9年）、日本国内では初のエレクトリック・ギター（エレキギター）製造に成功、とりわけ大戦後のハワイアン・ミュージックブームを支えた、日本のエレクトリック・ギター製造のパイオニア的存在である。1960年代に始まる「エレキブーム」、あるいはグループ・サウンズにおいても、グヤトーンは重要な位置づけをもつ。「エレキブーム」の火付け役と呼ばれたテレビ番組『勝ち抜きエレキ合戦』（1965年 - 1966年）では、模範演奏を行なった井上宗孝とシャープ・ファイブのギター奏者、三根信宏（1945年 - ）がグヤトーンを使用、三根が「グヤトーン・シャープファイブ・モデル」を設計したことでも知られる。
エフェクターの開発を得意としており、数多くの種類のエフェクターを世に送り出した。1990年代以降には、主に「世界最小・最軽量」マイクロエフェクツシリーズ他さまざまな種類のエフェクター開発に力を注いでおり、多くのミュージシャンから愛用されている。製造元の東京サウンド株式会社は、当初はグヤ電気楽器製作所、その後改称して、1976年（昭和51年）までは「株式会社グヤ」であった。
東京サウンドの資金繰りの悪化などによる倒産の為、2013年（平成25年）1月31日をもって業務を終了と発表、1956年（昭和31年）の設立から半世紀以上の歴史に幕を閉じた。倒産時の社長は松木耕一（1949年 - ）。
東京サウンドの業務終了後、「グヤトーン」の商標はアメリカ合衆国の楽器店経営者でビザールギター愛好家としても知られるナザニエル・デモント（Nathaniel DeMont）が取得し、グヤトーンの元ビルダー・鳥居利彦の協力の下でイリノイ州オスウェゴにおいてエフェクターやギターなどを製造している。ただし、製品の多くは海外向けに発売されており、日本で入手可能なのはエフェクターやギターピックなどに留まる。
「グヤトーン」の名前の由来は、創業者である松木三男の中学時代から呼ばれていた「グヤさん」というあだ名に由来している。工作道具を常に大切にしていたことから「道具屋さん」がやがて「グヤさん」に転化、それを自社ブランド名にしたという。